# 瓦特拉克山
79°26′S 85°22′W / 79.433°S 85.367°W
瓦特拉克山是南極洲的山峰，位於埃爾斯沃思地，屬於埃爾斯沃思山脈的赫里蒂奇嶺的一部分，全長18公里，現時由南極條約體系管理。